# Nathaniel Barnaby
Nathaniel Barnaby, född den 25 februari 1829 i Chatham, död den 16 juni 1915 i London, var en brittisk mariningenjör.
Barnaby blev 1854 kontrollant för nybyggnader av örlogsfartyg och var 1870-1885 ledare för den brittiska marinens nybyggnadsverksamhet. Baraby arbetade för användning av stål i stället för järn inom skeppsbyggeriet och var en av stiftarna av Royal Institution of Naval Architects.